# Indrechtach mac Dúnchado
Indrechtach mac Dúnchado Muirisci (m. 707) fue un rey de Connacht de los Ui Fiachrach Muaidhe de la dinastía Connachta. Era hijo de un rey anterior, Dúnchad Muirisci mac Tipraite (m. 683). Reinó de 705 a 707.
Su predecesor Cellach mac Rogallaig (m. 705) había abortado un intento de los Ui Neill del norte para afirmar su supremacía en la Batalla de Corann en 703. En venganza, los Ui Neill bajo Fergal mac Máele Dúin de Cenél nEógain; Fergal mac Loingsig del Cenél Conaill; y Conall Menn del Cenél Coirpri vencieron y dieron muerte a Indrechtach en 707. Los Anales de Tigernach se refieren a Indrechtach como "rey de los Tres Connachta" lo que indica el comienzo de un auténtico reinado provincial hostial a las pretensiones de los Ui Neill.
El hijo de Indrechtach, Ailill Medraige mac Indrechtaig (m. 764) fue también rey de Connaught.